# 中華民國—北馬其頓關係
中華民國與北馬其頓共和國（舊稱馬其頓共和國、前南斯拉夫馬其頓共和國）於1999—2001年有官方外交關係，是中華民國政府遷台後，唯二建立外交關係的歐洲新獨立國家（另一是與拉脫維亞建立總領事關係）。斷交後，目前沒有在對方首都互設具大使館功能的代表機構。對北馬其頓的相關事務由駐義大利臺北代表處兼轄。

## 政治

### 外交

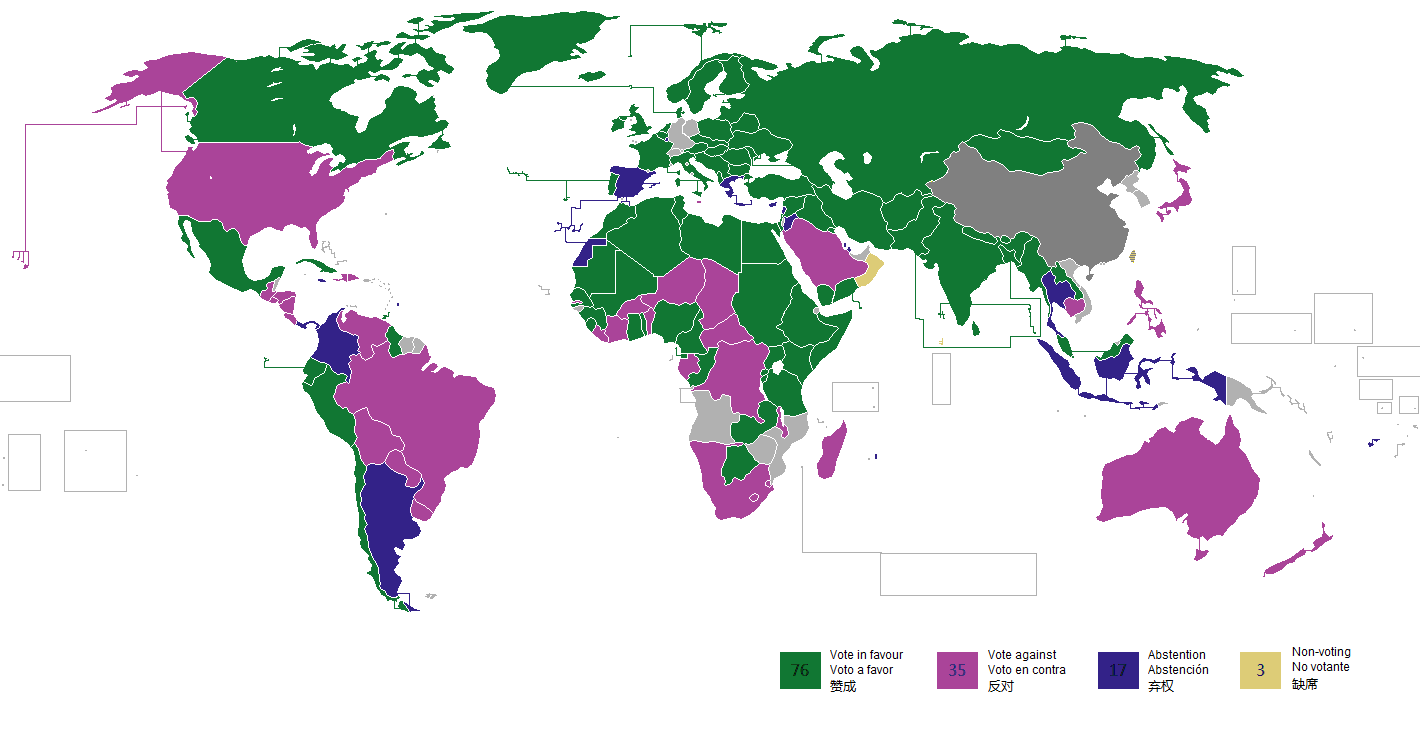
綠色國家表示在1971年的投票中反對中華民國續留聯合國，即《聯合國大會2758號決議》，北馬其頓當時是南斯拉夫的馬其頓社會主義共和國，由南斯拉夫作為主權國家參與投票。

1997年起，中華民國派遣人員到馬其頓，與馬其頓內部革命組織民族統一民主黨、民主選擇黨等反對派政黨進行往來，這些反對黨在1998年下半年舉行的國会選舉中表現不俗；在國會選舉後，總統和總理分別屬於不同的政黨，兩人是政敵關係，但總統才是真正的掌權者。據說，中華民國承諾向馬其頓提供3億美元的現金，並在當地建設一座工業園區。
1999年1月27日，馬其頓總理格奧爾基耶夫斯基與中华民国建立大使级外交關係。2月，於首都史高比耶設立中華民國駐馬其頓共和國大使館；6月9日，於首都台北設立馬其頓共和國駐中華民國大使館。然而此舉卻遭到總統格利戈羅夫的反對，拒絕接受中華民國大使的國書呈遞，故邦交期間由公使使事，馬其頓亦由公使使事。9月，馬其頓在聯合國大會的總辯論中，以不同方式為中華民國參與聯合國案執言。也因為中華人民共和國不滿馬其頓與中華民國建交，於1999年2月25日在聯合國安全理事會中對聯合國派駐馬其頓維和部隊的延期案投下否決票。
1999年2月，馬其頓新聞部長查拉特庫（Regep Zlatku）、3月，國會議長克理摩夫斯基、6月，總理喬傑夫斯基、7月，環境部長波波夫斯基（Toni Popovski）抵台訪問。
2000年2月，馬其頓發展部長斯拉維斯基與外交部長狄米托夫（Aleksandar Dimitrov）抵台訪問。5月，馬其頓與其他5個中華民國的邦交國連署提案，要求世界衛生組織將「邀請中華民國（台灣）以觀察員身分，參加世界衛生大會」案例入議程。6月，中華民國外交部長田弘茂訪問馬其頓。8月，馬其頓經濟部長安德列夫（Borko Andreev）、10月，司法部長那書非（Dzevdet Nasufi）抵台訪問。
2001年5月，馬其頓政府高層發生人事變動，新上任的馬其頓副總理、外交部長和國防部長均不希望繼續與中華民國保持外交關係。為了維護與馬其頓的邦交，中華民國外交部長田弘茂在同年6月出訪當地，但馬其頓外交部長米特雷瓦拒絕接見他，而台灣輿論也普遍不認同以金錢外交挽回馬其頓；米特雷瓦亦曾在記者會上表示，馬其頓外交部已計劃與中華民國斷絕外交關係，並與中華人民共和國關係正常化。中華民國外交部對此發言深表遺憾，駐馬其頓大使館立即發表聲明，指出無法接受兩國間政治關係的改變，亦不接受任何形式的替代方案。6月12日，馬其頓政府發言人在記者會上表示，該國政府已決定承認中華人民共和國，並恢復馬其頓與中華人民共和國之間的正常外交關係；分析認為，馬其頓政府此舉是為了融入全體成員國皆承認中華人民共和國的歐盟，亦是因為該國與中華民國的經貿合作成效不彰。6月18日，兩國斷交，中華民國關閉駐馬其頓大使館，停止一切合作計畫並撤回專家技術團。
2012年4月3日，馬其頓成為第127個給予中華民國國民免簽證入境的政治實體。

## 經濟

### 貿易
| 年分 | 貿易總額   | 貿易總額 | 貿易總額 | 出口至北馬其頓 | 出口至北馬其頓 | 出口至北馬其頓 | 自北馬其頓進口 | 自北馬其頓進口 | 自北馬其頓進口 | 順逆差  |
| 年分 | 金額       | 年增減   | 排名     | 金額           | 年增減         | 排名           | 金額           | 年增減         | 排名           | 順逆差  |
| ---- | ---------- | -------- | -------- | -------------- | -------------- | -------------- | -------------- | -------------- | -------------- | ------- |
| 2017 | 14,176,797 | ▲115.1%  | 135      | 2,940,414      | ▼32.9%         | 154            | 11,236,383     | ▲408.3%        | 114            | 逆差 -- |
| 2018 | 6,262,025  | ▼55.8%   | 155      | 3,880,229      | ▲32.0%         | 150            | 2,381,796      | ▼78.8%         | 143            | 順差 -- |
| 2019 | 5,975,210  | ▼4.6%    | 163      | 3,770,419      | ▼2.8%          | 157            | 2,204,791      | ▼7.4%          | 142            | 順差▲   |
| 2020 | 5,535,881  | ▼7.4%    | 158      | 3,706,492      | ▼1.7%          | 155            | 1,829,389      | ▼17.0%         | 145            | 順差▲   |
| 2021 | 9,579,012  | ▲73.0%   | 150      | 4,207,535      | ▲13.5%         | 154            | 5,371,477      | ▲193.6%        | 124            | 逆差 -- |
| 2022 | 7,228,124  | ▼24.5%   | 158      | 4,074,859      | ▼3.2%          | 159            | 3,153,265      | ▼41.3%         | 134            | 順差 -- |
| 2023 | 7,992,869  | ▲10.5%   | 150      | 5,827,497      | ▲43.0%         | 138            | 2,165,372      | ▼31.3%         | 141            | 順差▲   |
| 2024 | 9,383,546  | ▲17.4%   | 148      | 7,035,240      | ▲20.7%         | 132            | 2,348,306      | ▲8.4%          | 149            | 順差▲   |

2023年的兩國貿易項目如下：
出口至北馬其頓的前10大項目為：電話機（包括智能手机），以及其他傳輸或接收聲音、圖像之有線或无线网络通訊器具；其他鋼鐵製品；集成电路；診斷或實驗用有底襯之試劑或配製試劑，以及檢定參照物；計量或檢查用儀器與器具、定型投影機；理化分析用儀器與器具、計量或檢查粘性、多孔性、膨脹性、表面张力與類似性能之儀器與器具，計量或檢查熱量、音量或光之儀器與器具、理化分析用切片機；其他铜製品；特定用途機器之零件與附件；其他铝製品；未初梳、精梳或未另行處理以供紡製用之合成纖維棉等。
自北馬其頓進口的前10大項目為：烟叶；針織或鉤針織套頭衫、無領開襟上衣、外穿式背心與類似品；固定、可變或可預先調整之电容器；絕緣電線、電纜與其他絕緣電導體；食物調製品；針織或鉤針織T恤、汗衫與其他；女用或女童用服飾；電路開關、保護電路或連接電路用之電氣用具、光纖、光纖束、光纤电缆或光纖傳輸纜用之連接器；貴金屬之膠體物、無機或有机化合物、汞合金；男用或男童用服飾等。

### 參訪
2015年10月13日，中華民國外交部委託對外貿易發展協會（外貿協會）與8家台灣業者首度參加「2015年馬其頓冶鐵、電子及營建展（TEHNOMA 2015）」。該展為馬其頓規模最大的技術展，台灣館以國家館形象展出。
2016年3月，駐義大利臺北代表處前往轄區的馬其頓，會見該國投資署（Invest in Macedonia）等單位；2017年4月，中華民國國際經濟合作協會（國經協會）率領企業團前往馬其頓與投資署洽談投資問題；2018年3月，駐義大利臺北代表處前往馬其頓，會見該國與經貿相關的政府、產業公協會等單位，洽談推動雙方合作的可行性相關事宜。

## 交流

### 援助
1999年，由於科索沃問題，北約對南斯拉夫聯邦進行空中攻擊行動，導致難民大量湧入馬其頓。中華民國外交部結合政府與民間於該年4月組成「馬其頓境內難民救援團」，援贈總額約700萬美元。外交部政務次長李大維與立法委員、慈善團體、醫療團以及記者團等人亦前往馬其頓，並會見總理、外交部長與國會議長。
建交期間，為協助馬其頓經濟重建及發展，中華民國協助設立史高比耶加工出口區，以提升對馬其頓的投資、增加就業機會。由中華開發工業銀行與財團法人國際合作發展基金會（國合會）合資設立的史高比耶開發管理公司（資本額100萬美元，中華開發投資55%，國合會投資45%）負責加工出口區的開發工作，國合會另提供1,155萬美元低利貸款作為開發經費。中華民國另提供1,050萬美元贈款，協助馬其頓進行包括交通、大眾傳播、水利、教育、社會福利及醫療衛生等與民生相關的十項基礎建設計畫。另設立「中華民國—馬其頓共和國經濟發展基金」，由兩國派員組成管理委員會以協調兩國經濟發展合作計畫。

## 司法

### 犯罪事件
2020年11月，北馬其頓警方經由中華民國警方與国际刑警组织的協助，獲得在境內的臺灣詐騙集團相關情報，於2021年4月開始監控，5月將其破獲，共逮捕9名從事电信诈骗與剝削勞工的嫌犯，其後將交由臺灣審理。

## 協定
| 日期           | 簽署 | 備註         |
| -------------- | --- | ------------ |
| 1999年5月13日  | 《中華民國政府與馬其頓共和國政府間技術合作協定》 | 以下簡稱中馬 |
| 1999年6月9日   | 《中馬關務合作協定》 《中馬投資促進暨相互保護協定》 《中馬避免所得稅雙重課稅及防杜逃稅協定》 《中馬經濟發展合作協定》 《中華民國外交部與馬其頓共和國外交部合作議定書》 |              |
| 1999年8月7日   | 《中馬醫療衛生合作備忘錄》 《中馬農業科技合作協定》 |              |
| 1999年10月20日 | 《中馬基礎建設協助協定》 |              |
| 2000年3月10日  | 《中馬外交及公務護照免簽證協議換文》 |              |
| 2000年5月12日  | 《中馬設立史高比耶加工出口區協定》 |              |
| 2000年6月22日  | 《中馬成立經濟發展基金協定》 |              |
| 2008年10月31日 | 《中馬關於洗錢及資助恐怖主義相關金融情資交換合作瞭解備忘錄》 | [ 註 1 ]     |
|                | 《中馬文化合作協定》 《中馬新聞交流協定》 《中華奧林匹克委員會與馬其頓奧林匹克委員會體育技術合作協定》 《中華民國國防部與馬其頓共和國國防部國防合作瞭解備忘錄》 《中華民國立法院與馬其頓共和國國會有關合作事項聯合聲明》 《中華民國立法院與馬其頓共和國國會成立友好合作聯合委員會聲明》 | [ 5 ]        |

## 簽證

持中華民國護照的中華民國國民簽證要求分布圖：入境北馬其頓可以免簽證。（期限至2030年3月31日）

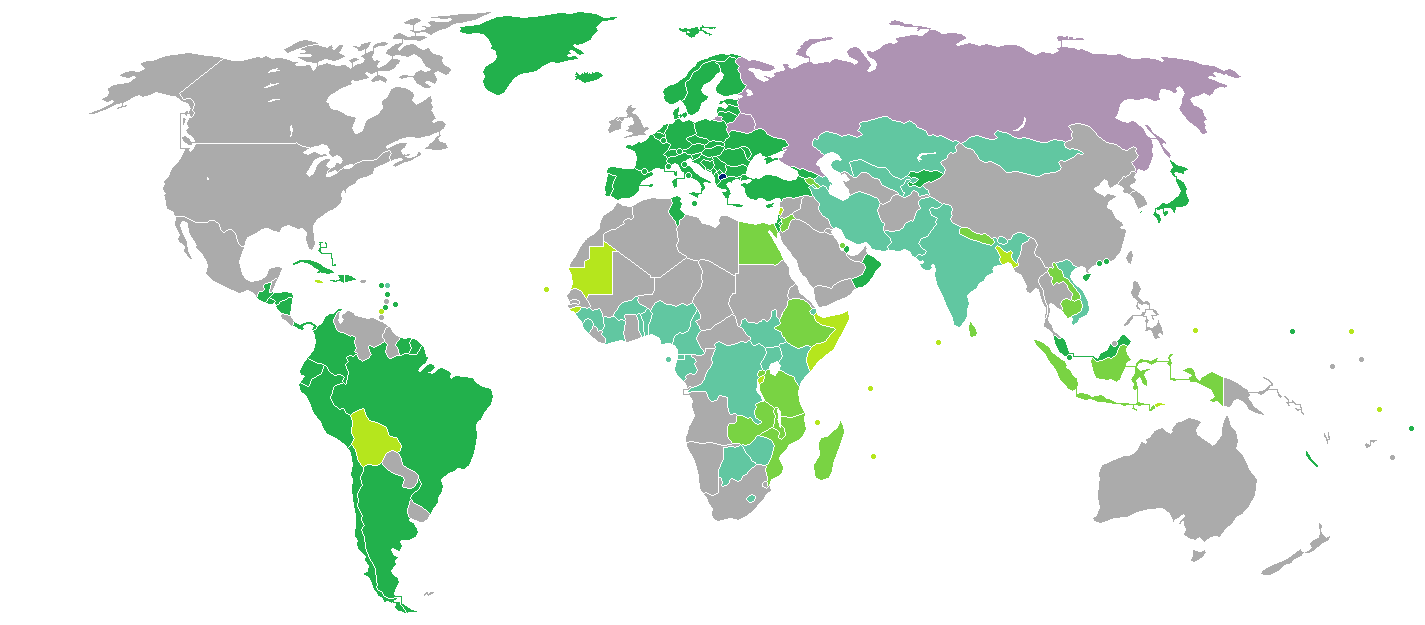
持北馬其頓護照的北馬其頓國民簽證要求分布圖：入境中華民國可以免簽證。（期限至2030年3月31日）

持有載明身分證字號的中華民國護照之中華民國國民可以免簽證的方式入境北馬其頓，於180天內總計可停留90天，2012年4月1日－2030年3月31日。
持有北馬其頓護照的北馬其頓國民也可以免簽證的方式入境中華民國，停留最多90天，2018年5月21日－2030年3月31日。

## 交通

### 航空

#### 客運
兩國無直航班機，可經由（不計航點遠近，截至2023年7月12日）：
- 臺北→伊斯坦堡、羅馬、米蘭、法蘭克福、阿姆斯特丹（季節性飛北馬其頓）、維也納，再轉機前往北馬其頓的國際機場（英语：List of airports in North Macedonia）。

## 外部連結
- 中華民國外交部－北馬其頓共和國簡介 （页面存档备份，存于）
- 駐義大利台北代表處
- 外交部領事事務局－國外旅遊警示分級表
- 中華民國衛生福利部－國際旅遊疫情建議等級
- 中華民國國際經濟合作協會 （页面存档备份，存于）
- 揭秘：2001年马其顿共和国与台湾断交内幕 鳳凰網